# Музей традиционных русских напитков
 Музей традиционных русских напитков (Музей традиционных русских напитков «Очаково»)  — единственный в Москве музей пива и кваса — был открыт 29 июля 2005 года.
Музей «Очаково» организован непосредственно на территории крупнейшего российского завода по производству пиво-безалкогольной продукции -ЗАО Московский пиво-безалкогольный комбинат «Очаково».

## История создания
История создания музея уходит корнями в советское прошлое. 18 декабря 1978 года в Москве было торжественно открыто предприятие
союзного значения — Московский пиво-безалкогольный комбинат, призванный обеспечить участников Олимпиады 1980 года и гостей столицы различными напитками.Впоследствии комбинат стал крупнейшим российским производителем пиво-безалкогольной продукции. С самого начала завод выпускал широкий ассортимент разнообразных напитков. Однако именно с появлением кваса связано рождение музея на предприятии.
Для начала производства традиционного домашнего кваса в промышленном масштабе в середине 90-х годов прошлого столетия
технологи «Очаково» были командированы в российскую глубинку, где постигали тонкости приготовления кваса в домашних условиях по сохранившимся старинным рецептам. Жители русских деревень не только охотно делились своими знаниями и умениями, но и часто дарили подлинные деревянные предметы, с помощью которых в домашних условиях создавался настоящий русский квас двойного брожения: молочнокислого и дрожжевого. Среди таких подарков оказалась и икона Николая Чудотворца, который считается покровителем пивоваров. Этот старинный образ, написанный предположительно в конце XVIII — начале XIX века, и вдохновил очаковцев создать собственную особую коллекцию антиквариата, цели которой — ознакомление посетителей «Очаково» с классическими технологиями изготовлении традиционных напитков, повышение культуры пития.
Так 29 июля 2005 года в Москве был открыт единственный в своем роде Музей традиционных русских напитков «Очаково».

## Экспозиция

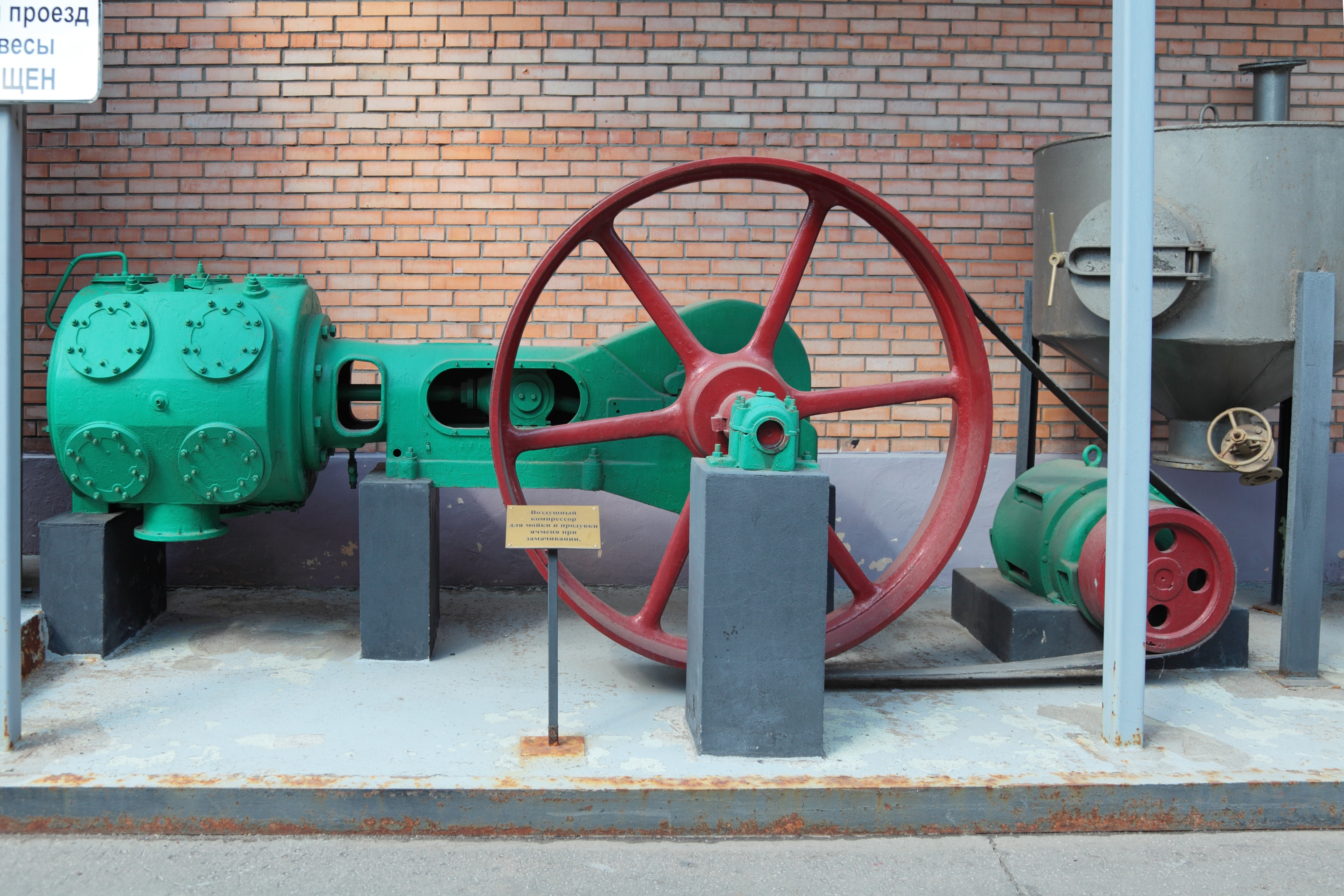
Воздушный компрессор. Первая половина XX века. Уличная экспозици.

Сегодня в экспозиции и фондах музея хранится несколько сот экспонатов, повествующих об истории квасо- и пивоварения на Руси, многие из которых очень редкие или вовсе не имеют аналогов в России.
Ещё задолго до появления музея президент компании «Очаково» Алексей Андреевич Кочетов старался сохранить старинное оборудование советских пивоваренных заводов, доставшееся в наследство от царской России. Сегодня подлинные экземпляры исторически ценной промышленной техники можно увидеть в уличной экспозиции музея. Помимо разнообразных промышленных агрегатов, бытовой утвари ушедших эпох, в музее представлены экспонаты, связанные с историей самого предприятия, запечатлевшие более трёх десятилетий перемен.

## Производство
Проникшись атмосферой старинной крестьянской избы, окунувшись в прошлое, гости музея делают шаг на производство и тут же погружаются в технологически совершенный мир XXI века.
Издание «Мир музея» так описывает цеха:

Тихое гудение механизмов, стерильная чистота и практически полное отсутствие людей — цеха напоминают скорее космический центр, чем место, где делают квас.
— Жизнь – полная кружка // Мир музея, 2011, № 2, с. 49.